# Bengt Lagercrantz
Bengt Lagercrantz, né le 12 mars 1887 à Djursholm (Suède) et mort le 22 juillet 1924 dans la même ville, est un tireur sportif suédois.

## Palmarès
- Jeux olympiques d'été de 1920 à Anvers :
  -  Médaille d'argent au tir au cerf courant coup double à 100 m par équipes.